# Stephen Stoer
Stephen Ronald Stoer (1943-2005), foi um sociólogo português importante na área da Sociologia da Educação. Com as suas ideias revolucionou a sociologia e o modo como a mesma era vista e por isso mesmo é considerado um dos sociólogos portugueses mais importantes. Stoer foi também uma peça-chave na consolidação da Sociologia da Educação como disciplina académica em Portugal. Stoer chegou ao campo da educação pela via das teorias do Estado, investigou a forma como as estruturas políticas de tipo macro dinamizam políticas e práticas educativas. Foi este o fio condutor quando, ainda na década de 1980, analisava as políticas educativas desencadeadas pela reforma educativa, que então era central na agenda das políticas educativas em Portugal. Desta forma, no projeto de identificar a relação entre educação escolar e o trabalho num país de semi-periferia europeia (Stoer e Araújo, 1992, 2000) foi ainda a questão de como a educação articula/dinamiza a mudança social que esteve presente. 
Stephen Ronald Stoer licenciou-se em 1975 na Universidade de Londres, onde três anos mais tarde conclui também o mestrado em Ciências da Educação. Seguiu-se então o doutoramento na Open University de Inglaterra dez anos após a sua licenciatura, em 1985. 
Ensinou Sociantropologia do Desenvolvimento e da Cultura e Análise Sociológica das Políticas Educativas na Faculdade de Psicologia da Universidade do Porto. 

Stephen Ronald Stoer tem várias participações em publicações tal como:
- Artigos em revistas com arbitragem científica
- Capítulos de livros
- Prefácios
- Publicações em livros de atas
- Relatórios
- Trabalhos académicos
- Outras publicações

Tem no entanto livros de sua total autoria e participações relevantes em algumas obras sendo eles:
- Cortesão, Luiza (Coord.), Stoer, Stephen R., Antunes, Fátima, Araújo, Deolinda, Macedo, Eunice, Magalhães, António M., Nunes, Rosa, & Costa, Alexandra Sá (2007). Na girândola de significados: Polissemia de excelências em escolas portuguesas do século XXI. Porto: Livpsic/Legis Ed.
- Magalhães, António M., & Stoer, Stephen R. (Orgs). (2006). Reconfigurações: Educação, estado e cultura numa época de globalização. Porto: Profedições.
- Cortesão, Luiza, Stoer, Stephen R., Casa-Nova, Maria José, & Trindade, Rui (2005). Pontes para outras viagens: Escola e comunidade cigana: Representações recíprocas. Lisboa: ACIME e FCT.
- Stoer, Stephen R., & Magalhães, António M. (2005). A diferença somos nós: A gestão da mudança social e as políticas educativas e sociais. Porto: Edições Afrontamento.
- Stoer Stephen R., Magalhães António M., & Rodrigues, David (2004). Os lugares de exclusão social: Um dispositivo de diferenciação pedagógica. São Paulo: Cortez Editora.
- Torres, Carlos Alberto, Stoer, Stephen R., Magalhães, António M., Correia, Luís Grosso, & Macedo, Eunice (2004). Luiza Cortesão, uma homenagem. Porto: IPFP e CRPF FPCEUP.
- Stoer, Stephen R., Rodrigues, David, & Magalhães, António M. (2003). Theories of social exclusion [Teorias de exclusão social]. Frankfurt: Peter Lang.
- Magalhães, António M., & Stoer, Stephen R. (2002). Escola para todos e excelência académica. Porto: Profedições.
- Magalhães, António M, & Stoer, Stephen R. (2002). A escola para todos e a excelência acadêmica. São Paulo: Cortez.
- Stoer, Stephen R., Cortesão, Luiza, & Correia, José Alberto (Orgs.). (2001). Transnacionalização da educação: Da crise da educação à "educação" da crise. Porto: Edições Afrontamento.
- Stoer, Stephen R., & Araújo, Helena C. (2000). Escola e aprendizagem para o trabalho num país da (semi)periferia Europeia. Lisboa: Instituto de Inovação Educacional.
- Stoer, Stephen R., & Cortesão, Luiza (1999). Levantando a pedra: Da pedagogia inter/multicultural às políticas educativas numa época de transnacionalização. Porto: Edições Afrontamento.
- Stoer, Stephen R., & Magalhães, António M. (1998). Orgulhosamente filhos de Rousseau. Porto: Profedições.
- Stoer, Stephen R., & Rodrigues, Fernanda (1998). Entre parceria e partenariado: Amigos amigos, negócios à parte. Lisboa: Celta Editora.
- Rodrigues, Fernanda, & Stoer, Stephen R. (1997). The role of partnerships in promoting social cohesion. European Foundation for the improvement of living and working conditions. Dublin.
- Rodrigues, Fernanda, & Stoer, Stephen R. (1993). Acção local e mudança social em Portugal. Lisboa: Fim de Século.
- Araújo, Helena C., & Stoer, Stephen R. (1993). Genealogias nas escolas: A capacidade de nos surpreender. Porto: Edições Afrontamento.
- Esteves, António Joaquim, & Stoer, Stephen R. (Orgs.). (1992). A sociologia na escola: Professores, educação e desenvolvimento (Antologia). Porto: Edições Afrontamento.
- Stoer, Stephen R. (Org.). (1991). Educação, ciências sociais e realidades portuguesas: Uma abordagem pluridisciplinar (Antologia). Porto: Edições Afrontamento.
- Stoer, Stephen R. (1986). Educação e mudança social em Portugal, 1970-80: Uma década de transição. Porto: Edições Afrontamento.
- Grácio, Sérgio, & Stoer, Stephen R. (1983). Sociologia da educação: A construção das práticas educativas (Antologia) (vol. 2). Lisboa: Livros Horizonte.
- Grácio, Sérgio, Miranda, Sacuntala, & Stoer, Stephen R. (1983). Sociologia da educação: Funções da escola e reprodução social (Antologia) (vol. 1). Lisboa: Livros Horizonte.
- Stoer, Stephen R. (1982). Educação, estado e desenvolvimento em Portugal. Lisboa: Livros Horizonte. [2]

Com vários livros publicados em parecria com outros especialistas das Ciências Educativas, Stephen Stoer ganhou em 1994 o Prémio de Ciências da Educação “Rui Grácio”, atribuído pela Sociedade Portuguesa de Ciências da Educação ao livro “Escola e Aprendizagem para o Trabalho num País da semi-periferia Europeia”, que escreveu com Helena Costa Araújo. 
1. ↑  https://www.apagina.pt/?aba=7&cat=184&doc=13429&mid=2
2. 1 2  https://www.fpce.up.pt/ciie/?q=content/stephen-r-stoer
3. 1 2  https://jpn.up.pt/2004/12/20/pequena-biografia-de-stephen-stoer/